# NGC 3900
NGC 3900 este o galaxie lenticulară situată în constelația Leul. A fost descoperită în 1785 de către William Herschel. Se află la o distanță de 37,15 de megaparseci de Pământ.